# 桂村 (山梨県)
桂村（かつらむら）は、山梨県南都留郡にあった村。現在の西桂町および都留市西部、富士吉田市上暮地にあたる。

## 地理
- 山：杓子山、石割山、御正体山、三つ峠、木無山、金峰山、霜山
- 河川：桂川、鹿留川

## 歴史
- 1875年（明治8年）1月 - 都留郡のうち十日市場村、夏狩村、鹿留村、境村、倉見村、小沼村、下暮地村、上暮地村が合併して桂村となる。
- 1878年（明治11年）7月22日 - 郡区町村編制法の施行により、南都留郡の所属となる。
- 1889年（明治22年）7月1日 - 町村制の施行により、桂村が単独で自治体を形成。
- 1893年（明治26年）6月3日 - 大字十日市場・夏狩・鹿留・境の区域をもって東桂村が、大字倉見・小沼・下暮地・上暮地の区域をもって西桂村がそれぞれ発足。同日桂村廃止。